# Mickey (Abril)
Mickey est un magazine mensuel brésilien de bande dessinée hebdomadaire, comprenant des histoires de l'univers Disney, publié depuis octobre 1952 par Editora Abril, filiale du groupe de média Abril. C'est le deuxième magazine lancé par l'éditeur de l'univers Disney après Pato Donald lancé en 1950. Ce titre est consacré aux autres productions du studio dont Mickey Mouse.

## Historique
Les premières histoires de Mickey Mouse ont été publiées en 1930 dans le magazine O Tico Tico sous le nom Ratinho Curioso (la « Souris curieuse »). En 1934, les histoires sont publiées dans le  Suplemento Juvenil du journal d'Adolfo Aizen. En 1945, Aizen en visite en Argentine rencontre les frères Civita qui ont fondé Editora Abril quelques années auparavant et dès l'année suivante ils forment un partenariat pour lancer un magazine avec des personnages Disney sous licence, nommé Seleções Coloridas qui est alors édité par Editora Brasil-América (EBAL), société fondée le 18 mai 1945. À partir de 1950, Abril s'installe au Brésil sous le nom Editora Primavera. La première publication Pato Donald débute le 12 juillet 1952.